# سيرغي ياسترجمبسكي
سيرغي ياسترجمبسكي (بالإنجليزية: Sergey Yastrzhembsky) (و. 1953 – م) هو دبلوماسي، ومخرج سينمائي، وصحفي، ومصور، وسياسي من الاتحاد السوفيتي، روسيا . ولد في موسكو.

## التعليم
تعلم في معهد موسكو الحكومي للعلاقات الدولية.

## روابط خارجية
- سيرغي ياسترجمبسكي على موقع IMDb (الإنجليزية)
- سيرغي ياسترجمبسكي على موقع قاعدة بيانات الفيلم (الإنجليزية)
- سيرغي ياسترجمبسكي على موقع كينوبويسك (الروسية)